# Grundzubereitungsart
Beim Kochen werden unterschiedliche Garmethoden und Zubereitungsarten unterschieden. Vor allem in der Schweizer Gastronomie- und Hotelausbildung wird gemäß dem häufig verwendeten Lehrbuch der Küche in verschiedene Grundzubereitungsarten (auch Garmachungsarten) unterschieden, auf denen die Zubereitung aller nicht rohen Gerichte aufgebaut ist:
- Backen im Ofen
- Blanchieren
- Braten
- Dämpfen
- Dünsten
- En papillote
- Frittieren
- Glasieren
- Gratinieren
- Grillen / Grillieren
- Poelieren (hellbraun dünsten)
- Pochieren / Garziehen (siehe auch Garen allgemein)
- Rösten
- Sautieren / Kurzbraten
- Schmoren / Braisieren
- Sieden

Daneben gibt es andere Ordnungssysteme, welche die Zubereitung in verschiedene Produktionsabschnitte und Arbeitsschritte unterteilen.